# Кагаево
Кага́ево (хак. Хоғайлар) — деревня в центральной части Орджоникидзевского района Хакасии.
Расположена недалеко от райцентра — села Копьёво. Число хозяйств — 71, население — 244 человек (01.01.2004).
Образована в начале 30-х годов XX века.

## Население
| 2002 | 2010 |
| ---- | ---- |
| 234  | ↘203 |